# 카렐리아파

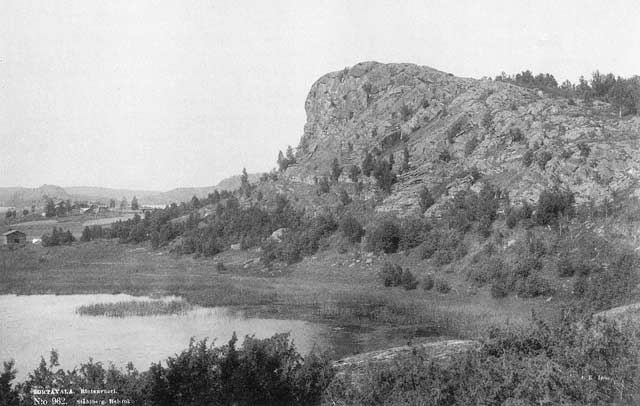
인토 콘라드 인하의 1895년 사진 작품.

카렐리아파(핀란드어: Karelianismi 카렐리아니스미[*], 스웨덴어: Karelianism 카렐리아니슴[*])는 19세기 하반기 핀란드 대공국에서 발생한 국민낭만주의 예술 유파다. 1835년 카리알라 지방의 민담을 채록한 『칼레발라』가 발표되면서 핀란드의 작가, 시인, 화가, 조각가 등 예술가들은 카리알라의 자연환경과 문화유산에 관심을 갖게 되었고, 19세기 말엽이 되면 카렐리아파가 핀란드 문화예술계의 주류 유파가 되었다. 카렐리아파 운동에서 카리알라 지역은 스웨덴스러움과 러시아스러움에 오염되지 않은 "핀인스러움"의 정수가 보존되어 있는 피난지 같은 곳으로 여겨졌다.
이 유파의 개조로는 화가 악셀리 갈렌칼렐라와 루이 스파레가 거론된다. 그 외에 운동 구성원으로 조각가 에밀 비크스트룀, 작가 유하니 아호, 에이노 레이노, 일마리 키안토, 작곡가 장 시벨리우스, 페카 유하니 하니카이넨, 건축가 위리외 블롬스테트, 빅토르 숙스도르프 등이 있었다.
전간기에 많은 핀란드인들은 모든 핀족 계열 민족들을 포괄하는 단일국가 "대핀란드" 개념에 동조했는데, 그 뿌리가 카렐리아파 운동으로 여겨진다.

## 같이 보기
- 민족 전쟁 (핀란드)
- 국민낭만주의